# Jogo baseado em texto
Um jogo de texto ou jogo baseado em texto é um jogo eletrônico que usa uma interface de usuário baseada em texto, ou seja, a interface de usuário emprega um conjunto de caracteres codificáveis como ASCII em vez de bitmap ou gráficos vetoriais.
Os jogos baseados em texto têm sido bem documentados pelo menos desde os anos 1960, quando os teleimpressores (teleprinters) foram entrelaçados com computadores mainframe como forma de entrada, onde a saída era impressa em papel. Com isso, títulos notáveis foram desenvolvidos para computadores que usavam teleimpressores nas décadas de 1960 e 1970, e muitos outros foram desenvolvidos para terminais de vídeo desde pelo menos meados dos anos 1970, tendo atingido seu pico de popularidade naquela década e nos anos 1980, e continuaram desde os primeiros jogos online em meados da década de 1990.
Embora geralmente substituídos em favor de videogames que utilizam gráficos não textuais, os jogos baseados em texto continuam a ser escritos por desenvolvedores independentes. Eles foram a base que instigou vários gêneros dos jogos eletrônicos, especialmente videogames de aventura e RPG.

## Visão geral
Estritamente falando, "baseado em texto" significa empregar um sistema de codificação de caracteres projetado para ser impresso como dados de texto. :54 Como a maioria dos computadores só lê código binário, os formatos de codificação são normalmente escritos em tal sistema de codificação, onde um bit é a menor unidade de dados que tem dois valores possíveis e cada combinação de bits representa um byte. :52 Dito isso, um jogo baseado em texto é qualquer jogo eletrônico em que a informação é transmitida como texto codificado para a interface do usuário.
Embora, tecnicamente, quando gráficos são exibidos em um monitor de computador, os dados de texto às vezes são contrastados com os gráficos, pois os primeiros são somente texto; a representação de dados transmitida por meio de um dispositivo de saída é restrita a um determinado conjunto de caracteres codificáveis e ao número total deles, bem como às capacidades gráficas. Por exemplo, o ASCII usa 96 caracteres imprimíveis em seu conjunto de 128, :27enquanto o ANSI usa ASCII juntamente com os 128 caracteres adicionais do ASCII estendido, o que permite colorir texto de várias maneiras, permitindo outras possibilidades. :19 Dados textuais também têm a vantagem de exigir pouco poder de processamento e poucos recursos gráficos para os padrões modernos, além de reduzir significativamente os custos de produção em comparação com dados gráficos.

## História
Os jogos baseados em texto remontam aos teleimpressores na década de 1960, quando foram instalados nos primeiros computadores mainframe como uma forma de entrada e saída. Naquela época, os terminais de vídeo eram caros e estavam sendo experimentados como "teletipos de vidro", e o usuário enviava comandos via teleimpressor entrelaçado com o mainframe, sendo a saída impressa em papel. Os primeiros jogos de mainframe notáveis incluem The Sumerian Game, Lunar Lander, The Oregon Trail e Star Trek (jogo eletrônico de 1971).
Em meados da década de 1970, quando os terminais de vídeo se tornaram o meio mais barato para vários usuários interagirem com mainframes, jogos baseados em texto foram projetados em universidades para mainframes, em parte como um experimento de inteligência artificial, a maioria desses jogos sendo baseada tanto no RPG de 1974 Dungeons and Dragons quanto nas obras de J.R.R. Tolkien. Tal como acontece com outros jogos, muitas vezes faltavam funcionalidades como salvar. As razões propostas para a ausência da capacidade de salvar o progresso incluíam o fato de que os primeiros jogos de computador eram geralmente simples e as sessões de jogo eram curtas, bem como limitações e custos de hardware. Isso pode explicar em parte por que os jogos de computador anteriores foram desenvolvidos sob a estrutura episódica, mas esses jogos de computador cujo código-fonte pode ser acessado por qualquer pessoa, podem ser modificados e, à medida que os designers passam a criar mundos maiores, as sessões de jogos são alongadas e a necessidade de retomar onde o jogador havia parado tornou-se inevitável. Isso começou em 1977 com a revisão de Don Woods do jogo de aventura baseado em texto de 1976, Colossal Cave Adventure (mais tarde renomeado para Adventure ), que passou a ter jogabilidade e história expandidas e, notavelmente, a capacidade de salvar.
Os jogos baseados em texto também foram os primeiros precursores dos jogos online. A partir do final da década de 1970 :79até o domínio mundial da Internet em meados da década de 1990, os usuários de computadores domésticos ainda podiam interagir remotamente com outros computadores usando modems dial-up, conectando-os por meio de fios telefônicos. Esses computadores eram frequentemente controlados através de emuladores de terminal baseados em texto para sistemas de quadro de avisos (bulletin board systems ou BBS) executados por amadores, que tendiam a ser acessíveis - muitas vezes livremente - por códigos de área para reduzir custos de comunicações mais distantes. Sem um programa gráfico para clientes, a maioria dos jogos de computador on-line só podiam ser executados usando gráficos textuais, e onde o usuário tinha tal programa, a largura de banda, muitas vezes limitada, do modem tornava o download de gráficos muito mais lento do que texto. :79Os jogos online projetados para BBS inicialmente usavam ASCII como o conjunto de caracteres, mas desde o final dos anos 1980, a maioria dos BBS empregava arte ANSI colorida como padrão gráfico. :79 Esses jogos online ficaram conhecidos como " jogos de porta BBS ", pois para conectar-se a um BBS, abria-se a "porta" entre o cliente e os jogos no BBS.
No entanto, os emuladores de terminal ainda estão em uso hoje, e as pessoas continuam jogando MUDs (masmorra multiusuário) e explorando ficção interativa.  A Competição de Ficção Interativa foi criada em 1995 para encorajar o desenvolvimento e explorar títulos independentes de ficção interativa, e desde então tem realizado competições anuais para quem pode desenvolver o melhor jogo desse tipo.

## Gêneros
Embora os jogos baseados em texto não se limitem a nenhum gênero específico, vários gêneros notáveis começaram e foram popularizados por jogos baseados em texto.

### Aventura em texto
Aventuras em texto, do inglês Text adventures, (às vezes chamadas de ficção interativa) são jogos baseados em texto em que os mundos são descritos na narrativa e o jogador envia comandos tipicamente simples para interagir com os mundos. Colossal Cave Adventure é considerado o primeiro jogo de aventura e, de fato, o nome do gênero de aventura deriva do título. :13 Conforme os jogos de aventura baseados em texto atingiram seu pico de popularidade no final dos anos 1970 e 1980,  notáveis títulos de aventura baseados em texto foram lançados por vários desenvolvedores, incluindo Zork :15 e o Guia do Mochileiro das Galáxias da Infocom. :17

### MUD
Um MUD (originalmente Multi-User Dungeon, em português, Masmorra Multi-Usuário, com variantes posteriores Multi-User Dimension e Multi-User Domain ), é um mundo virtual online multiusuário em tempo real . A maioria dos MUDs é representada inteiramente em texto, mas os MUDs gráficos não são desconhecidos. Os MUDs combinam elementos de jogos de RPG, hack and slash, ficção interativa e chat online. Os jogadores podem ler ou ver representações de salas, objetos, outros jogadores, personagens não-jogáveis (NPCs) e ações realizadas no mundo virtual. Os jogadores normalmente interagem uns com os outros e com o mundo, digitando comandos que se assemelham a uma linguagem natural.

### Roguelike

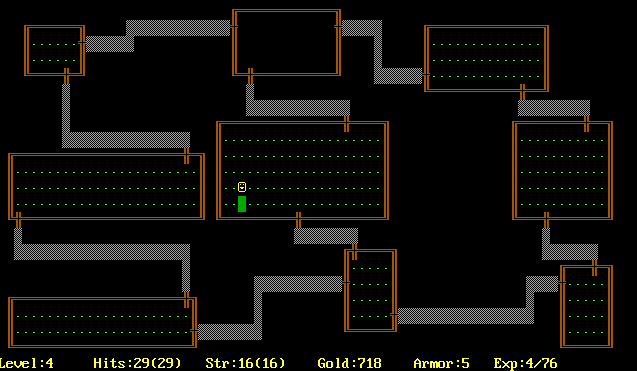
Uma masmorra gerada proceduralmente em Rogue, um videogame baseado em texto de 1980 que gerou o gênero roguelike

O roguelike é um subgênero de jogos eletrônicos de RPG, caracterizado pela randomização para capacidade de reprodução, morte permanente e movimento baseado em turnos. Muitos dos primeiros roguelikes apresentavam gráficos ASCII. Os jogos tipicamente são dungeon crawlers, com muitos monstros, itens e características ambientais. Os roguelikes de computador geralmente empregam a maior parte do teclado para facilitar a interação com os itens e o ambiente. O nome do gênero vem do jogo Rogue, de 1980 .